# Peneios (Thessalien)
Peneios eller Peneus (grekiska: Πηνειός) är en flod i Thessalien, Grekland. Floden är en av de längsta floderna i Grekland. Floden är uppkallad efter guden Peneus. Under den senare medeltiden hette floden Salambrias (Σαλα[μ]βριάς).
Den har sin källa i Pindosbergen och flyter ner till Egeiska havet, nordöst om Tempedalen nära byn Stomio. Floden har ett stort delta och flodens totala längd är 216 kilometer. Källan ligger nära byn Malakasi, på den östra sluttningen av Pindosbergen öster om Metsovo.